# Лопатин, Нестер Степанович
Не́стер Степа́нович Лопа́тин  (1924 — 1973) — советский передовик сельского хозяйства. Участник Великая Великой Отечественной войны. Герой Социалистического Труда (1952).

## Биография
Родился 13 марта 1924 года в селе Дежнёво, Ленинского района Еврейской автономной области в бедной крестьянской семье.
С юных лет Н. С. Лопатин вместе с родителями трудился в сельском хозяйстве в поле. После окончания четырёх классов до 16 лет трудился плужником в колхозе, затем окончил школу механизации и получил профессию — токаря.
В 1941 году когда началась Великая Отечественная война, Н. С. Лопатин как специалист был оставлен работать в колхозе. В 1942 году окончил одногодичные курсы при школе механизации.
С февраля 1942 года в рядах Красной Армии. Участник Великой Отечественной войны — рядовой, автослесарь ремонтного взвода 544-го миномётного полка 162-й стрелковой дивизии РГК, а затем — шофёр 4-й батареи 2027-го гаубичного артиллерийского полка. За период войны был награждён орденом Орденом Красной Звезды и двумя Медалями «За отвагу».
С 1947 года после демобилизации из рядов Советской армии, приехал в Голышмановский район Тюменской области, где стал работать — комбайнёром Голышмановской машинно-тракторной станции.
В 1951 году намолотил комбайном «Сталинец-6» с убранной площади за 35 рабочих дней — 8768 центнеров зерновых культур.
21 июня 1952 года Указом Президиума Верховного Совета СССР «за достижение высоких показателей на уборке и обмолоте зерновых культур в 1951 году»  Нестер Степанович Лопатин был удостоен звания Героя Социалистического Труда с вручением Ордена Ленина и золотой медали «Серп и Молот».
Во время жатвы в 1952 году убрал четыре сезонные нормы хлеба, за что был премирован легковым автомобилем «Победа». После упразднения Голышмановской машинно-тракторной станции, работал в Голышмановском районном объединении «Сельхозтехника». Освоил не одну специальность – был шофёром, токарем, молотобойцем и кузнецом. Каждую осень выезжал на комбайне убирать хлеба на полях.
Трагически погиб 10 июня 1973 года, попав в аварию на своей премиальной машине «Победа» по дороге в деревню Шулындино Голышмановского района.

## Награды
- Медаль «Серп и Молот» (21.06.1952)
- Орден Ленина (21.06.1952)
- Орден Красной Звезды (11.05.1945)
- Медаль «За отвагу» (15.03.45, 2.08.45)
- Медаль «За трудовую доблесть» (21.06.1952),
- Медаль «За взятие Кёнигсберга»